# Бараково (община Демир Хисар)
 Тази статия е за селото в Северна Македония.  За селото в България вижте Бараково.  
Бараково (на македонска литературна норма: Бараково) е село в община Демир Хисар, Северна Македония.

## География
Селото е разположено на 620 m надморска височина в областта Демир Хисар, в източния дял на общината, на левия бряг на Църна. Отдалечено е от град Демир Хисар на 5,3 km на североизток. Землището на селото е малко – само 1,8 km2. От него обработваемата земя е 97,6 ha, пасищата са 38,3 ha, а горите само 1 ha.
Църквата в селото е „Света Богородица“.

## История
В местността Старо село на 1 km югоизточно от Бараково са разкрити останки от средновековно селище и църква.
В XIX век Бараково е малко изцяло българско село в Битолска кааза, нахия Демир Хисар на Османската империя. Според статистиката на Васил Кънчов („Македония. Етнография и статистика“) от 1900 година Бараково има 72 жители, всички българи християни.
На Етнографската карта на Битолския вилает на Картографския институт в София от 1901 година Бараково е чисто българско село в Битолската каза на Битолския санджак с 21 къщи.
Според Никола Киров („Крушово и борбите му за свобода“) към 1901 година Бараково има 28 български къщи.
Цялото население на селото е под върховенството на Българската екзархия. По данни на секретаря на екзархията Димитър Мишев („La Macédoine et sa Population Chrétienne“) в 1905 година в Бараково има 72 българи екзархисти и функционира българско училище.
В 1961 година Бараково има 118 жители, а в 1994 – 74.
Според преброяването от 2002 година селото има 67 жители, от тях 66 македонци и един друг.
| Националност | Всичко |
| македонци    | 66     |
| албанци      | 0      |
| турци        | 0      |
| роми         | 0      |
| власи        | 0      |
| сърби        | 0      |
| бошняци      | 0      |
| други        | 1      |